# Chapters
Chapters è un album di raccolta del gruppo musicale svedese Anekdoten. Si tratta di un doppio CD pubblicato sul mercato l'11 maggio 2009.

## Tracce

### Disco 1
1. Ricochet
2. The Great Unknown
3. From Within
4. In for a Ride
5. The War is Over
6. Monolith
7. A Sky About to Rain
8. Every Step I Take
9. Groundbound
10. Gravity
11. When I Turn (inedita)

### Disco 2
1. Sad Rain (remix)
2. Wheel
3. The Old Man & the Sea
4. Nucleus (demo)
5. Book of Hours (demo)
6. This Far from the Sky (demo)
7. 30 Pieces (demo)
8. Prince of the Ocean (demo)

## Formazione
- Peter Nordins - batteria, percussioni
- Anna Sofi Dahlberg - mellotron, organo, moog, rhodes, cello, pianoforte, voce
- Nicklas Barker - voce, chitarra, mellotron, moog, Vibrafono
- Jan Erik Liljeström - voce, basso